# Anglikanska kyrkan i Aotearoa, Nya Zeeland och Polynesien
Anglikanska kyrkan i Aotearoa, Nya Zeeland och Polynesien är en del av den anglikanska kyrkogemenskapen, med församlingar i Nya Zeeland, Fiji, Tonga, Samoa och Cooköarna.

## En kyrka indelad i tre kulturströmmar
Kyrkan bildades som Kyrkan i Nya Zeelands kyrkoprovins (engelska: Church of the Province of New Zealand), men består sedan 1992 av tre tikanga eller kulturkretsar: Tikanga Pākehā, Tikanga Maori och Tikanga Pasefika. De tre tikanga är jämbördiga, men organiserade på olika sätt. Eftersom kyrkan är episkopal till sin struktur leds den av biskopar; varje tikanga har också en metropolit. Tillsammans utgör de tre metropoliterna kyrkans primas, det vill säga kyrkoprovinsens ledare.

### Tikanga Pākehā
Tikanga Pākehā tar sitt namn efter begreppet Pākehā, som avser nya zeeländare av europeisk härstamning. Den kallas även för Tikanga New Zealand, och omfattar består av sju stift. Varje stift leds av en eller flera biskopar. Om stiftet har flera biskopar fattar de beslut tillsammans. Om de inte kan enas avgörs frågan av den biskop som biskopvigdes först.

### Tikanga Maori
Tikanga Maori omfattar de kyrkomedlemmar som vill fira gudstjänst efter den maoriska ursprungsbefolkningens tradition. Biskopens område är bara delvis geografiskt, och definieras framför allt kulturellt. Det kallas Te Pīhopatanga o Aotearoa, Aotearoas stift, och leds av Te Pīhopa o Aotearoa, biskopen av Aotearoa. Det finns också fem underordnade biskopsområden, Hui Amorangi. Varje biskopsområde leds av en Pīhopa, en självständig suffraganbiskop.

### Tikanga Pasefika
Tikanga Pasefika tar sitt namn efter begreppet Pasefika som avser nya zeeländare med ursprung i Stilla havsområdet eller Polynesien. Området utgörs av ett stift och kallas därför även Diocese of Polynesia.

## Teologisk utbildning
Teologisk utbildning sker vid St John's College i Auckland.